# 藤井康文
藤井 康文（ふじい やすふみ、1949年 - ）は、日本のイラストレーター。恐竜を中心とした古生物のイラストを数多く手がけ、複数の図鑑や科学雑誌に絵が掲載されている。

## 人物
1949年、山口県にて生まれる。1972年に立教大学経済学部を、1973年に日本デザインスクールを卒業。1975年に広告代理店と制作会社に勤務するが、1977年に制作スタジオ会社を設立して独立する。
1980年代以降は学研プラスや小学館などの出版社から依頼を受けており、複数の図鑑や科学雑誌に復元画が掲載されている。また、復元画はTシャツや筆箱といったグッズにも利用されている。
2015年12月4日から2016年1月6日には福島県立図書館で原画展が開催された。

## 書籍

### 著作
- 『大人の塗り絵 恐竜たちの世界編』（河出書房新社、2018年）[1]
- 藤井康文恐竜画集（日販アイ・ピー・エス、2019年）[7]

### 主な掲載誌
- 『21世紀幼稚園百科 新版 きょうりゅう』（小学館、2003年）[8]
- 『ヘンなかたちの化石 これ恐竜・古生物のどの部分？』（KADOKAWA、2019年）[3]

他のアーティストと共に掲載されている書籍に関しては株式会社セントワークスによるプロフィールページを参照。